# Tylophora asthmatica
Tylophora asthmatica es una planta trepadora perteneciente a la famnilia Apocynaceae. Es originaria de la India.

## Taxonomía
Tylophora asthmatica fue descrita por (L.f.) Wight & Arn. y publicado en Contributions to the Botany of India 51. 1834.
Etimología
Tylophora: nombre genérico que deriva de las palabras griegas:
tylos/τυλος "nudo", y phoros/φορος "que tiene".
asthmatica: epíteto latíno
Sinonimia
- Asclepias asthmatica L.f.[4]